# みなみじゅうじ座シータ1星
みなみじゅうじ座θ1星（みなみじゅうじざシータ1せい、θ1 Crucis、θ1 Cru）は、みなみじゅうじ座にある分光連星である。見かけの等級は4.33と、肉眼でみることができる明るさである。年周視差に基づいて距離を計算すると、およそ224光年である。

## 星系
みなみじゅうじ座θ1星は、リック天文台が南天の観測のためにサンティアゴに派遣した観測隊の、フレドリカ・ムーアによって、視線速度の変化が発見され、分光連星である可能性が示された。その後、喜望峰王立天文台のジョゼフ・ラントが初めて軌道要素を求め、リック天文台によって改良された。それによると、連星の軌道は周期が24.4828日、離心率が0.609のだいぶ偏った楕円軌道である。
リック天文台では、主星と伴星のスペクトル線を分けて測定することにも成功し、伴星の質量を主星の8割程度と見積もった。オリン・エッゲンらは主星と伴星は同じ明るさの恒星であるとみなし、スペクトルも主星と伴星は似ているとされ、唯一伴星のスペクトル型にも触れているミシガン大学の星表でも主星と伴星は同じスペクトル型とされている。

## 特徴
みなみじゅうじ座θ1星は、A型金属線星の可能性ありとされ、その後の星表などでスペクトル型はAmとされている。スペクトル型は文献によって様々で、kA3hA7mA8 II、A5m、A3(m) A8-A8、F0 (V) kA5mA7などが示されている。個別の金属元素をみると、バリウムは過剰だが、クロムやユウロピウムは欠乏している。
TESSによる観測で、みなみじゅうじ座θ1星では、連星の軌道位相に沿って強い拍動がみられ、潮汐力によって発生した振動があるものとみられる。また、軌道位相によらない弱い振動が、複数の振動数でみられることから、たて座δ型あるいはかじき座γ型の非動径振動が起きている可能性もある。